# Манукян, Ефрем Хачикович
Ефрем Хачикович Манукян (1910 год, Сухумский округ, Кутаисская губерния, Российская империя — неизвестно, Гульрипшский район, Абхазская АССР, Грузинская ССР) — бригадир колхоза «Красный Октябрь» Гульрипшского района, Абхазская АССР, Грузинская ССР. Герой Социалистического Труда (1950).

## Биография
Родился в 1910 году в одном из сельских населённых пунктов Сухумского округа. С раннего возраста трудился в сельском хозяйстве. Во время коллективизации вступил в колхоз «Красный Октябрь» (позднее — имени Манукяна) Гульрипшского района, где занимался выращиванием табака. В послевоенные годы — бригадир табаководческого звена в этом же колхозе.
В 1949 году бригада под его руководством собрала в среднем с каждого гектара по 17,1 центнера листьев табака сорта «Самсун» на участке площадью 7,2 гектара. Указом Президиума Верховного Совета СССР от 3 июля 1950 удостоен звания Героя Социалистического Труда за «получение высоких урожаев кукурузы, табака и картофеля в 1949 году» с вручением ордена Ленина и золотой медали «Серп и Молот» (№ 5375).
После выхода на пенсию проживал в Гульрипшском районе. С 1968 года — персональный пенсионер союзного значения. Дата смерти не установлена.